# Grensarbeider
Een grensarbeider of grensganger is iemand die in één land (het werkland) werkt, in een ander land (het woonland) woont en gewoonlijk dagelijks of ten minste eenmaal per week naar het woonland terugkeert. Voor grensarbeiders is de  belasting en de uitvoering van wetten op het gebied van de sociale verzekering administratief nog niet zo eenvoudig geregeld, niet voor de grensgangers zelf en niet voor de ambtenaren die de regelingen moeten uitvoeren. Zo kunnen grensgangers vaak in meerdere landen belasting, maar in slechts één land premies betalen en toch weer in twee landen van voorzieningen gebruikmaken.

## Nederland-België
Volgens het dubbelbelastingverdrag tussen België en Nederland betaalden grensarbeiders tot 1 januari 2003 inkomstenbelasting in het woonland, maar als gevolg van de EU-coördinatieverordening voor sociale zekerheid waren zij onderworpen aan de sociale verzekeringswetten van het werkland. In het nieuwe verdrag tussen België en Nederland geldt het principe dat grensarbeiders ook inkomstenbelasting in het werkland betalen. Omdat Nederland en België verschillende systemen hanteren zijn er zowel voor- als nadelen aan grensarbeid verbonden waardoor het principe van vrij verkeer van personen in de Europese Gemeenschap beïnvloed kan worden. Om een eventueel belastingnadeel te compenseren is er een zogenoemde compensatieregeling ingevoerd voor werknemers die in Nederland wonen en in België werken. Door toepassing van deze compensatieregeling krijgt men een belastingteruggave van de Nederlandse fiscus als men door in België te werken een belastingnadeel oploopt. Deze compensatieregeling is hoofdzakelijk te danken aan de inzet en belangenbehartiging van de Stichting grensarbeid en het Nederlands-Belgisch Centrum.

## Nederland-Duitsland
Volgens het verdrag tussen Duitsland en Nederland betalen grensarbeiders inkomstenbelasting in het werkland en vallen onder de sociale verzekeringswetten van het werkland. Dit betekent dat men in het werkland verzekerd moet zijn voor ziektekosten, arbeidsongeschiktheid e.d.. De situatie wordt ingewikkelder als men gehuwd is en de partners uit verschillende landen komen.

### Wonen in Duitsland en werken in Nederland

#### Kinderen
Afwijkend van Nederland heeft men in Duitsland recht op Kindergeld voor (studerende) kinderen tot 28 jaar. De eventueel in Nederland (door de partner) te ontvangen kinderbijslag wordt hierop in mindering gebracht.

#### Woning
De hypotheekrenteaftrek lijkt mogelijk als men in Nederland inkomstenbelasting betaald en in Duitsland woont.

### Wonen in Nederland en werken in Duitsland
In geval van ziekte duurt de doorbetaling van loon door de (Duitse) werkgever 6 weken. Daarna wordt er uitgekeerd door de ziektekostenverzekeraar voor de duur van 1,5 jaar.
De ziektekostenverzekering kan worden afgesloten bij een Krankenkasse (BKK) of bij een particuliere verzekeraar. Bij een Krankenkasse kunnen niet werkende gezinsgenoten meeverzekerd worden in een Familienversicherung. In Nederland worden de verplichtingen van de BKK waargenomen door CZ.
In Duitsland kent men geen hypotheekrenteaftrek, wel bestaat er bij nieuwbouw een Eigenheimzulage.

## Luxemburg
In Luxemburg bestaat een groot deel van de werknemers uit grensarbeiders uit Frankrijk, België en Duitsland. Enerzijds zijn dit Fransen, Duitsers en Belgen die in Luxemburg beter en makkelijker werk kunnen vinden dan in eigen land. Anderzijds prefereren veel in Luxemburg werkende niet-Luxemburgers ook in omringende landen te wonen, omdat dit daar goedkoper is.
Over het algemeen is het Luxemburgse belastingstelsel van toepassing op het inkomen van deze grensarbeiders. Dit betekent dat Luxemburgse tarieven en faciliteiten van toepassing zijn. Hier staat tegenover dat men in geval van ziekte of werkloosheid onder het lokale sociale stelsel valt, wat wrang kan uitpakken, doordat dit vaak soberder is dan vergelijkbare Luxemburgse regelingen.